# Gōzoku
Gōzoku (豪族 (Hào tộc)) là một thuật ngữ tiếng Nhật dùng để chỉ các gia đình mạnh mẽ và giàu có. Trong bối cảnh lịch sử, nó thường đề cập đến các gia tộc samurai địa phương nắm giữ các lãnh địa địa phương quan trọng. Một số gia đình đã gần như độc lập tại các địa phương, và có liên kết chặt chẽ với các bộ phận thường dân quan trọng, như các thương gia giàu có. Không giống như các samurai chư hầu của các lãnh chúa lớn hơn, gozōku có thể hoặc có thể không có cấp bậc trong triều đình hoặc phục vụ trực thuộc một gia thần. Họ có xu hướng muốn đảm bảo an toàn về mặt tài chính và, nếu nằm dưới quyền quản lý của một gia thần, giảm sự phụ thuộc vào người này về mặt thu nhập.